# بلحاج بوشعيب
بلحاج بوشعيب المدعو سي احمد من الشخصيات الثورية التاريخية التي كان لها إسهام كبير في نضج الحركة الوطنية وأحد مفجري ثورة التحرير المظفرة

## النشأة
ولد بلحاج بوشعيب في 13 يوليو 1918 بعين تموشنت ابن سعيد ويمينة بنت حدو. بعد دراسته في الكتاتيب ونجاحه في امتحانات شهادة التعليم الابتدائي بالمدرسة الأهلية توجه بوشعيب لمجال العمل كساع للبريد

## مشاركته في ثورة التحرير
سنة 1937 إنخرط في صفوف حزب الشعب الجزائري وحركة انتصار الحريات الديمقراطية
استدعي لأداء الخدمة العسكرية الإجبارية في الجيش الفرنسي ليلتحق بالفيلق رقم 137 للمشاة، وفي أوج الحرب العالمية الثانية في سنة 1940 تم تحويل بوشعيب إلى الجبهة الغربية لتحرير هولندا من الغزو النازي.
و كلف بعد ولوجه ميدان الحركة الوطنية باستقبال أنصار حزب الشعب الجزائري الفارين من الشرطة الفرنسية وتدريبهم على السلاح تأهبا لمباشرة العمل المسلح من أجل الحرية والاستقلال. وبعد مشاركته في الهجوم على البريد المركزي لوهران تم تحويله إلى البليدة بعد أن شن الجيش الاستعماري حملة ملاحقة ضده. كما أصبح بوشعيب عضوا في مجلس المنطقة الرابعة قبيل اندلاع الثورة التحريرية المجيدة.
كما مثل المجاهد أحمد بوشعيب المنطقة الوهرانية في اجتماع «مجموعة 22» الذي جرى يوم 25 جوان 1954 بالجزائر العاصمة تحت رئاسة مصطفى بن بولعيد تحضيرا لاندلاع ثورة 1 نوفمبر 1954
و في ليلة أول نوفمبر كان إلى جانب الراحل رابح بيطاط أثناء الهجوم على ثكنة بيزو بالبليدة واستقر بعدها بالمتيجة لمدة قاربت السنة إلى أن ألقي عليه القبض بالقرب من بوفاريك في سبتمبر 1955 نتيجة اشتباك مع الجيش الاستعماري سقط فيه سويداني بوجمعة.وحُكم عليه بالسجن 25 سنة مع الأعمال الشاقة، وقام بشن إضراب عن الطعام خلال 1958 وتنقل بين سجن البليدة، وسجن سركاجي بالعاصمة ثم سجن وهران، ولم يفرج عنه إلا بعد وقف إطلاق النار سنة 1962.

## بعد الاستقلال
بعدالإستقلال تقلد بوشعيب عدة مناصب منها نائب بالمجلس التأسيسي الوطني عن منطقة وهران حتى جوان 1965. وعاش الراحل مرحلة الاستقلال بعيدا عن السلطة وصراعاتها، إلى غاية عودة الراحل محمد بوضياف إلى الجزائر لتقلد منصب رئيس المجلس الأعلى للدولة، والذي كانت تربطه بأحمد بوشعيب صداقة متينة، وكلفه بالإشراف على الحزب الذي أراد تأسيسه التجمع الوطني، إلا أن المشروع اختفى بعد اغتيال بوضياف في عنابة، ليرأس صديقه بوشعيب لجنة التحقيق في اغتياله. وهو الاغتيال الذي ترك أثرا بالغا في نفسه وصار قليل الحديث

## وفاته
توفي بلحاج بوشعيب في 22 يناير 2012 بوهران إثر مرض عضال عن عمر يناهز 94 سنة ودفن في اليوم الموالي بعد صلاة الظهر بمقبرة الشهداء «سيدي الحاج بلعباس» بعين تموشنت مسقط رأسه.